# Clara Butt

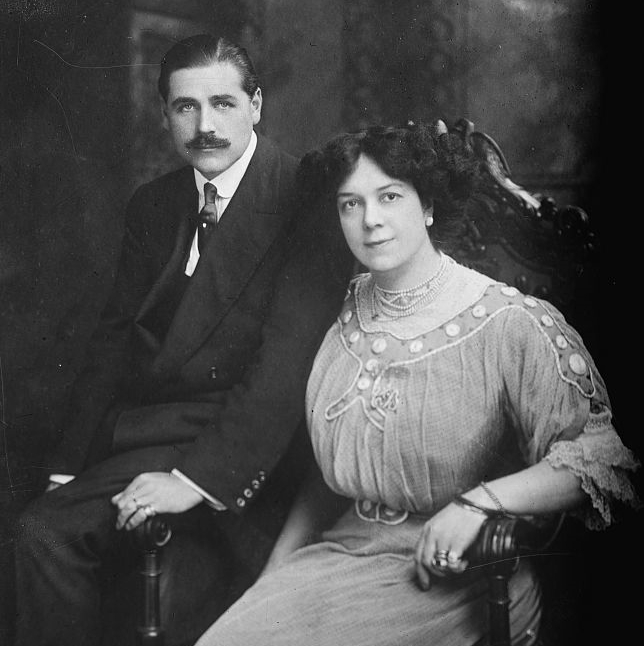
Clara Butt y Kennerly Rumford.

Clara Butt (Dame Clara Ellen Butt DBE) (1 de febrero de 1872- 23 de enero de 1936) fue una célebre contralto británica.
Nació en Southwick, Sussex y se crio en Bristol. En 1890 ganó una beca para estudiar en la Royal College of Music, la Reina Victoria la becó luego para estudiar en París con Jacques Bouhy, el maestro de Louise Homer. 
Debutó en el Royal Albert Hall de Londres en la obra de Sir Arthur Sullivan The Golden Legend en 1892 y luego en Orfeo ed Euridice de Gluck, recibiendo una buena crítica de Bernard Shaw. Esta fue la única ópera en la que cantó.
Camille Saint-Saëns la quiso para Dalila, pero las leyes victorianas de lo impidieron. Media 6 pies y 2 pulgadas y sus apariciones en recital y concierto fueron muy celebradas.
Edward Elgar le compuso el ciclo de canciones Sea Pictures que estrenó en 1899 dirigida por el compositor.
Se casó en 1900 con el barítono Kennerly Rumford, tuvieron 3 hijos de los cuales uno murió por meningitis y otro se suicidó.
Realizó giras por Australia, Japón, Canadá, Europa y Estados Unidos y durante la Primera Guerra Mundial participó en obras de caridad y conciertos a las tropas.
Fue condecorada Dama del Imperio en 1920 
Murió en 1936 en su hogar de North Stoke, Oxfordshire.